# Broń chemiczna

Symbol broni chemicznej

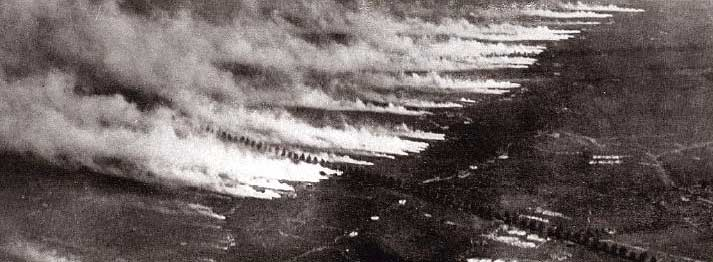
Atak gazowy z użyciem chloru przeprowadzony podczas I wojny światowej

Broń chemiczna – jeden z rodzajów broni, w którym podstawowym czynnikiem rażącym jest związek chemiczny o toksycznych właściwościach. Często termin ten jest utożsamiany z gazami bojowymi, gdyż większość rodzajów broni chemicznej jest oparta na związkach, które w temperaturze pokojowej są gazami lub cieczami o dużych prężnościach par (stosuje się je wówczas w postaci aerozolu). 
Termin broń chemiczna ma jednak szersze znaczenie i oprócz samego czynnika rażącego obejmuje też urządzenia i techniki do jego przenoszenia i użycia na polu bitwy. Jest to system czy też środek przenoszenia razem z bojowym środkiem trującym (BST). 

## Podział broni chemicznej
Broń chemiczną dzieli się na dwa ogólne rodzaje:
- bojowe środki trujące (głównie gazy lub lotne ciecze)
- bojowe środki pomocnicze (zapalające, defolianty, lakrymatory, sternity)

Bojowe środki trujące, zgodnie z Rezolucją nr 687 Rady Bezpieczeństwa ONZ (3 kwietnia 1991), są uznawane za broń masowego rażenia. Protokół genewski (1925) zakazał stosowania bojowych środków trujących, ale nie rozwijania ich produkcji i przechowywania. Dopiero Konwencja o Broni Chemicznej z 1993 r. ostatecznie zakazała badań, produkcji i przechowywania tych środków w każdej formie.

## Rodzajebojowych środków trujących
Bojowe środki trujące są zwykle silnie toksycznymi związkami chemicznymi występującymi w temperaturze pokojowej jako gazy lub ewentualnie ciecze, które szybko w tej temperaturze parują, tworząc wystarczające z bojowego punktu widzenia stężenie trujących oparów w powietrzu.
Środki te dzieli się zasadniczo na pięć typów:
- środki duszące – zwykle oparte na cyjankach, które na stałe wiążą żelazo hemu i blokują transport tlenu przez krew z płuc do tkanek, powodując tym szybkie obumieranie mózgu i innych kluczowych narządów człowieka na skutek niedotlenienia, co powoduje szybką śmierć. Przykładem może być Cyklon B, czyli cyjanowodór – HCN (zastosowany przez wojska niemieckie podczas drugiej wojny światowej do czystek etnicznych).
- środki parzące – takie jak np. gaz musztardowy (iperyt), które powodują rozległe oparzenia skóry. Środki te zwykle nie zabijają, powodują jednak całkowitą niezdolność do walki, masową panikę i konieczność udzielania pomocy masom poparzonych żołnierzy, co skutecznie dezorganizuje zaplecze wroga.
- środki krztuszące – takie jak chlor czy fosgen, które silnie podrażniają górne drogi oddechowe, powodując krztuszenie i wymioty. Same w sobie nie są one zbyt skuteczne i szybko zarzucono ich stosowanie, jednak są one stosowane w kompozycji z innymi środkami; ich efektywność wynika z faktu, że żołnierze narażeni na ich działanie nie są w stanie skorzystać z masek przeciwgazowych, o ile nie założyli ich, zanim środki te do nich dotarły. Najczęściej są one stosowane w kombinacji ze środkami paralityczno-drgawkowymi.
- środki paralityczno-drgawkowe – takie jak np. tabun, sarin, cyklosarin, soman czy VX, które działają na układ nerwowy człowieka jako silne neurotransmitery lub odwrotnie, szybko blokując działanie naturalnych neurotransmiterów. Środki te są najgroźniejszym i zarazem najskuteczniejszym bojowym środkiem trującym.
- środki halucynogenne i usypiające, zwane psychogazami – takie jak LSD czy BZ – które również działają bezpośrednio na układ nerwowy człowieka, nie powodując jednak natychmiastowego zgonu, lecz tylko czasową niedyspozycję uniemożliwiającą skuteczną walkę.

## Bojowe środki pomocnicze
Chemiczne środki pomocnicze to środki bojowe, które zazwyczaj nie służą do bezpośredniego rażenia ludzi, lecz do ułatwiania rażenia ich innymi środkami lub eliminacji infrastruktury wroga. Większość tych środków jest legalna w świetle prawa międzynarodowego. Zalicza się do nich:
- lakrymatory, czyli gazy bojowe, które wywołują względnie lekkie podrażnienie błon śluzowych i oczu, takie jak gaz łzawiący czy pył pieprzowy. Służą one nie tylko jako wojskowe środki bojowe, ale również jako narzędzia do rozganiania tłumów przez siły policyjno-porządkowe.
- defolianty – takie jak Agent Orange – które są silnie toksyczne dla roślin i umożliwiają szybkie „oczyszczanie” zalesionych terenów w celu ich odsłonięcia dla dalszych działań bojowych lub w celu uniemożliwienia produkcji żywności.
- środki zapalające – takie jak np. napalm – które służą do wzniecania pożarów.
- zasłony dymne, które są stosowane na polu bitwy w celu wprowadzania elementu zaskoczenia lub pomagają w odwrocie oddziału.

## Historia
Według Wojny peloponeskiej Tukidydesa Spartanie w trakcie II wojny peloponeskiej (431–404 p.n.e.) usiłowali spalić Plateje za pomocą płonącego chrustu zmieszanego ze smołą i siarką. Miasto uratował ulewny deszcz, który zgasił ogień. Z kolei Beoci podczas bitwy pod Delion użyli prymitywnych miotaczy ognia – wydrążonych belek, które wsuwali częściowo wewnątrz umocnień, a następnie przed otworem umieszczali kocioł z żarzącym się węglem, siarką i smołą i kierowali na niego silny strumień powietrza uzyskiwany za pomocą wielkich miechów. Powstający ogień przedostawał się przez rurę do wewnątrz, co zmusiło obrońców do ucieczki.
Eneasz Taktyk w IV wiek p.n.e. w rozdziale 35 podręcznika Obrona oblężonego miasta zalecał niszczenie wrogichj obozów za pomocą płonących worków wypełnionych smołą, siarką, pakułami, gumą z drzewa kadzidłowego i trocinami. W tym samym czasie Wegecjusz doradzał, by przygotowywać się do oblężenia gromadząc różne materiały łatwopalne do podpalenia machin nieprzyjaciela (księga IV,8). W rozdziale 18 opisał wystrzeliwane wiązki płonących prętów zwane malleoli oraz płonące strzały falarica, których żelazny grot wyposażony był w tuleję wypełnioną palnymi materiałami (siarką, żywicą, smołą i pakułami nasyconymi oliwą). W rozdziale 44 zalecał z kolei, aby w bitwie morskiej stosować strzały owinięte podobnymi materiałami.
W 129 p.n.e. konsul rzymski Maniusz Akwiliusz doprowadził do upadku powstanie Aristonikosa zatruwając źródła dostarczające wodę do zbuntowanych miast.
W Polsce istnieje dość obiegowa hipoteza historyczna o pierwszym użyciu broni chemicznej w warunkach bojowych, oparta na przekazie Jana Długosza. 9 kwietnia 1241 roku w bitwie pod Legnicą wojska śląskie zostały pokonane przez wojska mongolskie. W bitwie tej zwycięzcy mieli jakoby użyć prymitywnych gazów bojowych.
W czasach nowożytnych zatrutą broń potępiali tacy myśliciele jak Hugo Grocjusz.
W wydanym w 1650 r. podręczniku artylerii Artis magnae artilleriae pars prima Kazimierz Siemienowicz omawiał m.in. zatruwanie pocisków, uważając równocześnie ich użycie za niehonorowe i niegodne prawdziwych żołnierzy.
Umowa między Francją i Cesarstwem Niemieckim zawarta w Strasburgu 27 sierpnia 1675 w artykule 57. zabraniała zatruwania pocisków.
Immanuel Kant w Projekcie wiecznego pokoju (1795) pisał „Żadne państwo będące w stanie wojny z innymi nie powinno sobie pozwalać na takie przejawy wrogości, które uniemożliwiałyby wielostronnie ufność w przyszły pokój; za takie uznać trzeba stosowanie skrytobójstwa albo trucizny, albo pogwałcenie warunków kapitulacji, albo skryte nakłanianie do zdrady w zawojowanym państwie”.
W XIX wieku używania trucizn bojowych zabraniały: Kodeks Liebera, Deklaracja brukselska (1874) i Regulamin wojny lądowej z 1899, powtórzony w 1907.
Instytut Prawa Międzynarodowego w ósmym artykule Oksfordskiego Podręcznika Zasad Wojny zabrania używania trucizn.

### I wojna światowa

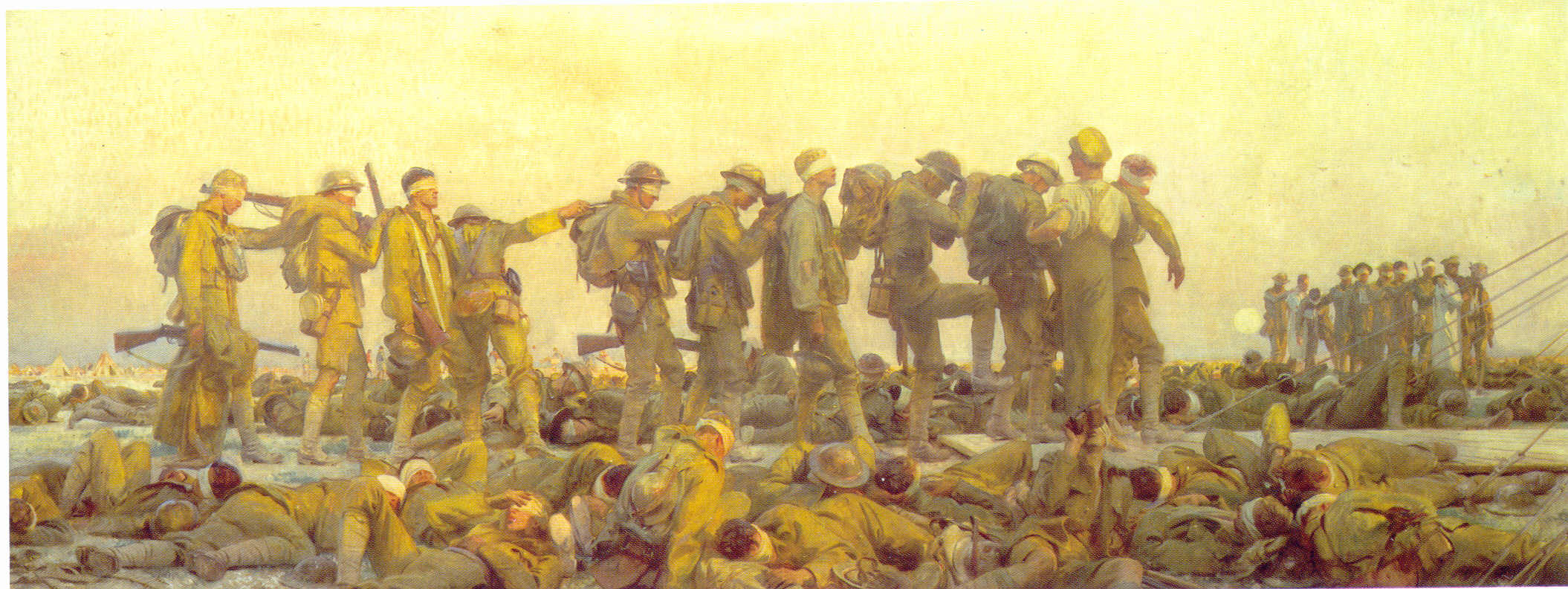
Ociemniali brytyjscy żołnierze – ofiary ataku gazowego na obrazie amerykańskiego malarza z 1918 roku

Gazy bojowe po raz pierwszy zastosowano na większą skalę w trakcie I wojny światowej. Pierwsze użycie przez Niemców miało miejsce już 17 października 1914 na froncie zachodnim, gdzie w okolicach Neuve Chapelle ostrzelali pozycje aliantów granatami z gazem łzawiącym. Niemcy, w celu wsparcia piechoty, wystrzelili ok. 3000 szt. artyleryjskich pocisków 105 mm wypełnionych o-dianizyną (oznaczonych jako Nischrapnell). Atak był zupełnie nieudany, zajmujący ten odcinek frontu Anglicy nie zauważyli nawet obecności tego gazu.
Na froncie wschodnim 31 stycznia 1915 (według niektórych źródeł 30 stycznia albo też 31 grudnia 1914) nad rzeką Rawką pod Bolimowem Niemcy ostrzelali pozycje rosyjskie artyleryjskimi pociskami wypełnionymi środkiem T-Stoff (bromkiem ksylilu mogącym zawierać także inne substancje). Oprócz normalnych pocisków artyleryjskich do wsparcia piechoty Niemcy przygotowali ok. 18 tys. pocisków wypełnionych gazem łzawiącym. W rejonie natarcia skoncentrowano 100 baterii (ok. 500 dział, w tym ok. 150 ciężkich). W każdym pocisku znajdowało się ok. 4 kg środka łzawiącego, łącznie 72 tony. Przygotowanie artyleryjskie rozpoczęto o godz. 7.00 przy temperaturze –20 °C. Natarcie rozpoczęto o godz. 11.00. Z powodu niskiej temperatury nie doszło jednak do uwolnienia skutecznych ilości gazów. Pociski tego samego typu wykorzystano w marcu 1915 roku w Nieuwpoort we Flandrii.
Nikłe skutki użytych wcześniej gazów łzawiących spowodowały, że Niemcy zwrócili uwagę na koncepcję użycia chloru, złożoną jesienią 1914 szefowi Sztabu Generalnego gen. Erichowi von Falkenhayn przez profesora Fritza Habera. Haber twierdził, że chlor to nowa broń, która potrafi przełamać najlepiej umocnione pozycje obronne i przyniesie zwycięstwo w wojnie pozycyjnej. Powinien szybko się rozwiewać, umożliwiając natarcie piechoty bezpośrednio po ataku chemicznym. Chlor ma jeszcze tę „zaletę”, że będąc cięższym od powietrza wnikał w zagłębienia terenu i wolniej się z nich ulatniał, skutecznie eliminując żołnierzy przebywających w okopach i ukrywających się. Haber opracował też technologię zastosowania tego gazu. Kilka tysięcy metalowych butli z płynnym chlorem ustawionych równolegle do pozycji nieprzyjacielskich miało być otwartych jednocześnie. Wydobywający się gaz niesiony wiatrem miał nie tylko porazić, ale i uśmiercić żołnierzy przeciwnika. Liczono także na olbrzymie znaczenie psychologiczne, panikę i rozprężenie w szeregach wroga. 22 kwietnia 1915 na północ od Ypres pod miejscowością Lengemarck armia niemiecka użyła chloru po raz pierwszy. Uwolniono 150 ton tego gazu z ponad 6 tys. butli w kierunku alianckich okopów na odcinku o długości 6 km. Straty aliantów w wyniku operacji wyniosły ok. 12 tys. żołnierzy, z czego od gazu zmarło 350 ludzi. Ze względu na skuteczność użytej broni dzień 22 kwietnia 1915 uznano na całym świecie jako moment rozpoczęcia wojny gazowej.
W drugiej połowie kwietnia 1915 rozpoczęły się niemiecko-austro-węgierskie przygotowania do operacji w Galicji. Tam też planowano przeprowadzenie siłami 36 pułku saperów (tzw. pułku gazowego) ataku z użyciem chloru. Jednak szef sztabu 11 armii płk. Hans von Seeckt zrezygnował z tej opcji, gdyż obawiał się uzależnienia od warunków pogodowych, które mogły uniemożliwić rozpoczęcie ofensywy w planowanym terminie 2 maja. W tej sytuacji pułk gazowy przydzielono do 9 armii i wysłano w rejon Bolimowa. W ten sposób rozpoczęto przygotowania do ataku gazowego nad Bzurą i Rawką.
Na kilkunastokilometrowym odcinku frontu (ok. 12 km w linii prostej) od tartaku w Bolimowie do Białyń (według innych źródeł do Suchej) 36 pułk saperów umieścił 12 tys. butli z 264 tonami chloru. Saperzy umieścili butle na przedpiersiach okopów, przykrywając je workami z piachem. Butle ustawiono pojedynczo lub łączono po kilka, a od zaworów odprowadzono 3-metrowe rury, z których wydobywał się ciekły chlor zmieniający się w gaz. Niemcy czekali na sprzyjający kierunek wiatru. 30 maja ukształtowała się sprzyjająca cyrkulacja i 31 maja nad ranem (między godz. 2.00 a 3.00) Niemcy rozpoczęli wypuszczanie chloru. Po otwarciu butli z wiatrem sunęła 6-metrowej wysokości fala gazu, która szybko dotarła do odległych o 80–600 kroków Rosjan. Zaskoczenie Rosjan w okopach było pełne (nie posiadali masek przeciwgazowych, 6 pułk wyposażony był w aparaty tlenowe). Nie wiedzieli, jak się zachować. Sądząc, że jest to zasłona dymna, chowali się do okopów, a tam stężenie gazu było największe. Gdy chmura opadła, rozpoczęło się natarcie niemieckie. Na szczęście dla obrony rosyjskiej gaz przeszedł nad żołnierzami na pierwszej linii okopów i wraz z posiłkami Rosjanie powstrzymali atak niemiecki. Liczba zagazowanych osiągnęła ok. 11 tys. (inne źródła podają 9100 żołnierzy). Rosyjskie publikacje twierdzą, że życie straciło 1500–2100 żołnierzy. Rosjanie pochowali swoich żołnierzy po ataku gazowym w mogiłach zbiorowych w Wiskitkach, Miedniewicach i Guzowie.
Po raz drugi użyto chloru nad Rawką i Bzurą 12 czerwca 1915, na krótkim – czterokilometrowym – odcinku frontu od Kozłowa Biskupiego po Suchą. Atak ten nie spowodował tak dużych strat jak poprzednio. Wypuszczenie gazu poprzedziło przygotowanie artyleryjskie. Po przejściu chmury gazu nastąpił atak piechoty. Żołnierze niemieccy, widząc ogrom strat i męczarnie zagazowanych, samoczynnie nieśli pomoc Rosjanom, zbierając z pola walki zatrutych i wynosząc poza pole walki i na tyły. Użycie „cudownej broni” i tym razem nie przyniosło oczekiwanych sukcesów militarnych.
II Rzesza intensywnie rozwijała prace nad bronią chemiczną. Trzeci i ostatni atak nastąpił w nocy z 6 na 7 lipca 1915 na froncie o szerokości 12 km, kończąc się tragicznie dla samych Niemców. Początkowo wiatr przesuwał się w stronę pozycji rosyjskich. Za chmurą szło natarcie niemieckiej piechoty, które zdobyło pierwszą linię rosyjskich okopów. Wtedy wiatr zmienił kierunek i zepchnął obłok gazowy na Niemców. Około 1200 żołnierzy zginęło zatrutych gazem. Aby ukryć ten fakt przed własnym wojskiem, trupy pochowano bezpośrednio w okopach. Dopiero po przejściu frontu Niemcy ekshumowali poległych żołnierzy. Po tym wydarzeniu sztab armii zrezygnował z dalszego używania gazów.
6 sierpnia 1915 roku pod Twierdzą Osowiec Armia Pruska do zdobycia twierdzy użyła broni gazowej, związków chloru i bromu. Niemcy, nie mogąc uzyskać powodzenia ostrzałem artyleryjskim i szturmami piechoty, rankiem użyli gazów (Rosjanie w tym czasie nie mieli na wyposażeniu masek). W wyniku użycia gazów Rosjanie ponieśli olbrzymie straty. Na Pozycji Sośnieńskiej trzy kompanie były zagazowane; w jednej przeżyło 40 żołnierzy, na Pozycji Las Białogrady z trzech kompanii pozostało 60 żołnierzy i 2 karabiny maszynowe. W odległości 12 km od miejsca wypuszczenia gazów we wsiach Żodzie, Owieczki i Kramkówka Mała ofiarami byli cywile. Jednak szturm twierdzy siłami 7 batalionów Landwery (ok. 7 tys. żołnierzy) nie przyniósł powodzenia. 
12 lipca 1917 roku, również pod Ypres, Niemcy użyli gazu musztardowego (zwanego też od tego czasu iperytem).
Niemcy użyli gazów bojowych już po podpisaniu w Compiègne w dniu 11 listopada 1918 rozejmu przeciw oddziałom powstańców wielkopolskich. 16 lutego 1919 Ignacy Jan Paderewski, członek Komitetu Narodowego Polskiego, nadesłał do Konferencji Pokojowej w Paryżu depeszę, w której stwierdził m.in. „wojska niemieckie rozpoczęły działania ofensywne na wielką skalę w niemieckiej Polsce. Zajęły one miasta Babimost i Kargowa… Niemcy stosują duże ilości gazów trujących”.
Po zakończeniu wojny Traktat wersalski w art. 171 zakazał Niemcom produkcji, nabywania i użycia gazów duszących, trujących lub tym podobnych, jako też wszelkich płynów, materiałów i podobnych sposobów.
Traktat waszyngtoński z 6 lutego 1922 zabronił używania gazów duszących, trujących lub podobnych oraz wszelkich podobnych cieczy, materiałów lub urządzeń.

### II wojna światowa
Przed wybuchem II wojny światowej wielkie mocarstwa miały ogromne zapasy broni chemicznej. Adolf Hitler nie zdecydował się na użycie broni chemicznej, ponieważ obawiał się zmasowanego odwetu, zwłaszcza po roku 1943, gdy alianckie lotnictwo panowało nad przestrzenią powietrzną Niemiec. Do końca wojny Brytyjczycy wyprodukowali 3,5 mln pocisków artyleryjskich i ponad 1,8 mln bomb lotniczych napełnionych gazem. Niemcy produkowały wielkie ilości broni chemicznej oraz posiadały wielu żołnierzy przeszkolonych w użyciu tej broni. Hitler posiadał jednak raporty z alianckich nalotów i wiedział, że nie powstrzyma alianckich lotów odwetowych. Niemiecka naziemna i powietrzna obrona przeciwlotnicza mogła zniszczyć jedynie 5–7% alianckich samolotów, których reszta uderzała w cel.

### Po I wojnie światowej
- 1920-1926 – Francuzi i Hiszpanie użyli gazów bojowych przeciw powstańcom w Maroku.
- 1921 – użycie gazów bojowych na rozkaz marszałka Tuchaczewskiego podczas tłumienia antybolszewickiego powstania tambowskiego.
- 1930 – Japończycy użyli gazu musztardowego podczas tłumienia powstania Aborygenów tajwańskich w Wushe
- 1936 – agresja Włoch na Etiopię i użycie iperytu przeciwko oddziałom etiopskim. Z ogólnej liczby 50 tys. poległych Etiopczyków aż 15 tys. zginęło od gazów bojowych.
- 1937 – Japończycy kilkakrotnie użyli iperytu i fosgenu przeciwko Chińczykom. W niektórych walkach 10% strat chińskich spowodowanych było gazami bojowymi.
- 1957–1975 – wojna wietnamska. Wojska amerykańskie używały różnych substancji chemicznych (defoliantów służących do niszczenia roślinności – głównie „Agent Orange”, gazów łzawiących i duszących wtłaczanych do tuneli).
- 1987 – wojna iracko-irańska. Saddam Hussain rozkazał zrzucić na Teheran bomby wypełnione mieszanką sarinu i iperytu.
- 1988 – użycie przez armię iracką broni chemicznej przeciwko Kurdom (najbardziej znanym przypadkiem był atak gazowy w Halabdży)[18].
- 20 marca 1995 – użycie sarinu przez członków sekty Najwyższa Prawda do zamachu w tokijskim metrze. Zginęło 12 osób, a ponad 5 500 zostało rannych lub hospitalizowanych[19].
- 21 sierpnia 2013 – użycie sarinu w Ghucie podczas wojny domowej w Syrii[20].
- 4 kwietnia 2017 - użycie środka o działaniu duszącym i parzącym w mieście Chan Szajchun na północy Syrii[21][22].

## Zatapianie broni chemicznej w Bałtyku
Po II wojnie światowej duże ilości broni chemicznej zostały zatopione w Morzu Bałtyckim na wschód od wyspy Bornholm. Wielokrotnie na polskim wybrzeżu znajdowano wyrzucone na brzeg morza zestalone w wyniku przebywania długi czas w zimnej wodzie kawałki iperytu. Odnotowano też przypadki poparzenia iperytem rybaków, którzy w sieciach znajdowali zestalony gaz bojowy.